# Forty Thieves
Forty Thieves è un film del 1944 diretto da Lesley Selander.
È un western statunitense con William Boyd, Andy Clyde e Jimmy Rogers. Fa parte della serie di film western incentrati sul personaggio di Hopalong Cassidy (interpretato da Boyd) creato nel 1904 dallo scrittore Clarence E. Mulford.

## Produzione
Il film, diretto da Lesley Selander su una sceneggiatura di Michael Wilson e Bernie Kamins, fu prodotto da Harry Sherman (alla sua ultima produzione di un film su Hopalong Cassidy dopo 53 lungometraggi) tramite la Harry Sherman Productions e girato dal 2 dicembre a fine dicembre 1943.

## Distribuzione
Il film fu distribuito negli Stati Uniti dal 23 giugno 1944 al cinema dalla United Artists.
Altre distribuzioni:
- in Australia il 7 dicembre 1944
- in Portogallo il 22 gennaio 1945 (Quarenta Ladrões)
- in Svezia il 2 aprile 1945 (De 40 tjuvarna)
- in Brasile (Quarenta Ladrões)
- in Danimarca (Hopalong og de 40 røvere)

## Promozione
Le tagline sono:
- THE ODDS AGAINST HIM WERE FORTY TO ONE!
- COME AND GET ME! That was Hoppy's challenge to the forty gun men!